# Strobilanthes dyeriana
Strobilanthes dyeriana es una especie de planta de la familia Acanthaceae. Llamada comúnmente escudo persa, es originaria de Birmania.

## Nombre
El epíteto latino específico "dyeriana" es en homenaje al botánico inglés Sir William Turner Thiselton Dyer.

## Descripción
Es una planta herbácea que crece alrededor del metro de altura, tiene hojas ovaladas y rugosas de unos 18cm de largo, de bordes aserrados con tonos violáceos y un brillo metálico. Los tallos tienen una forma cuadrada en sección transversal. Cuando las condiciones de cultivo son adecuadas, florece a inicios del verano con pequeñas flores acampanadas de un tono azul pálido.

## Cultivo
Al ser una planta tropical, no resiste bien temperaturas por debajo de los 15 °C en exteriores, por lo que se puede cultivar en invernaderos o interiores, prefiere luz abundante sin ser expuesta a pleno sol, ya que le puede secar y quemar las hojas. Se desarrolla mejor en ambientes húmedos sin llegar a encharcar el sustrato, usando para el riego agua blanda o agua de lluvia de ser posible, y se propaga fácilmente por esquejes.

## Galería

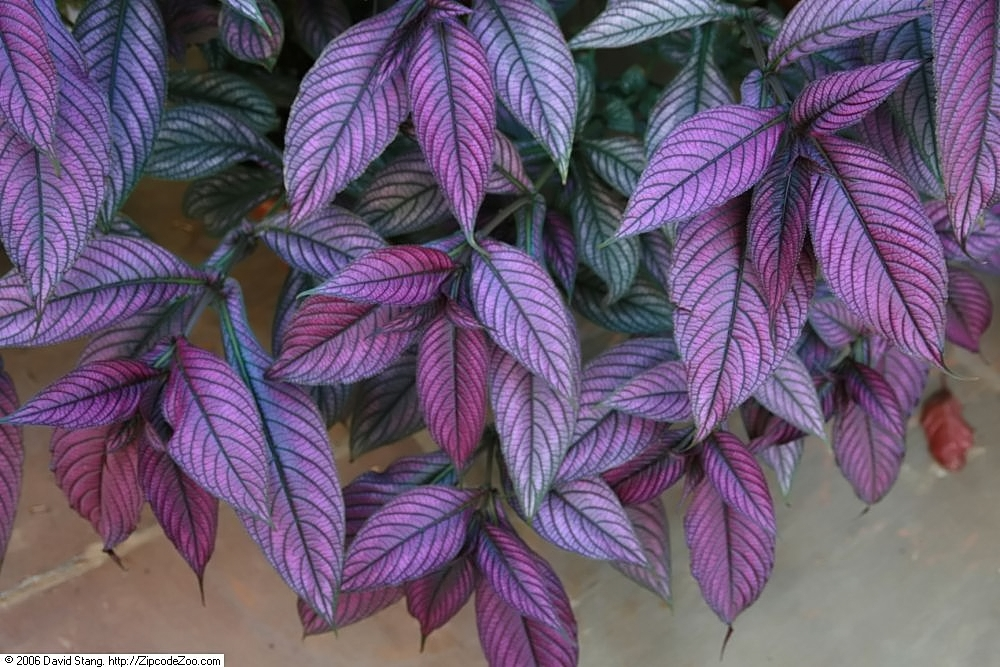
Vista general.
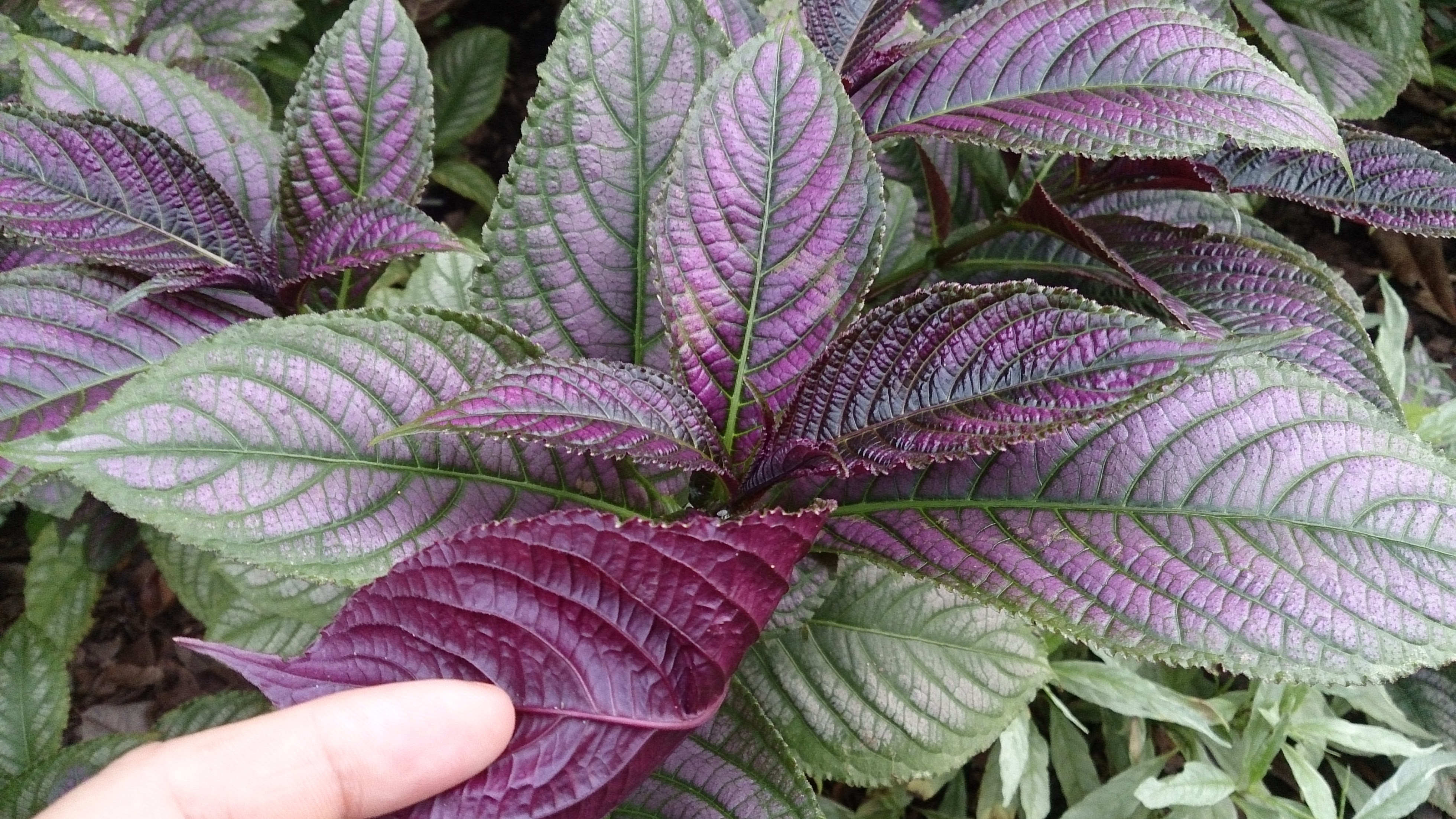
Hojas en detalle.
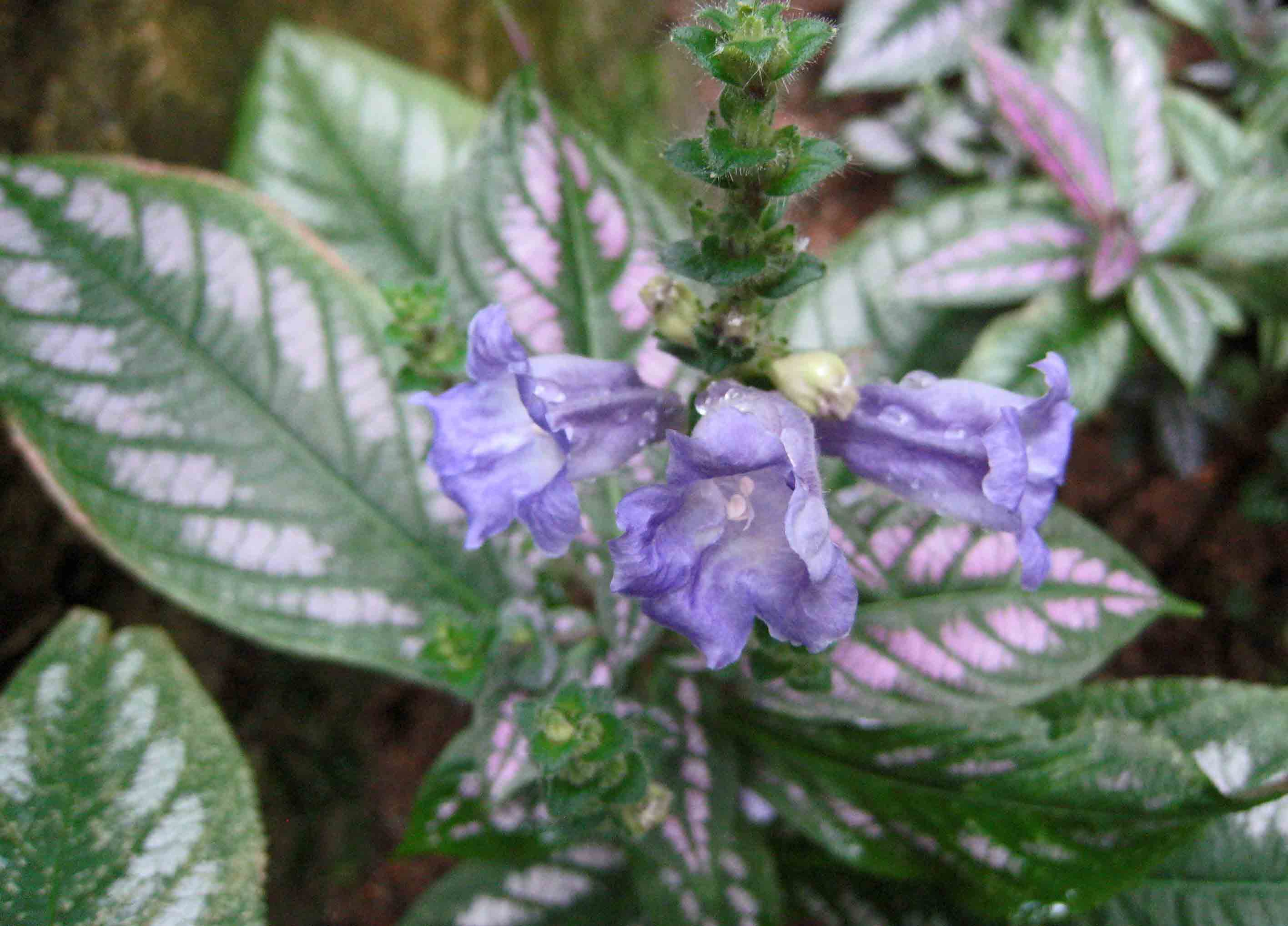
Flores en detalle.